# Haliclystus octoradiatus
Haliclystus octoradiatus är en nässeldjursart som först beskrevs av Jean-Baptiste Lamarck 1816.  Haliclystus octoradiatus ingår i släktet Haliclystus och familjen Lucernariidae. Inga underarter finns listade i Catalogue of Life.

## Bildgalleri

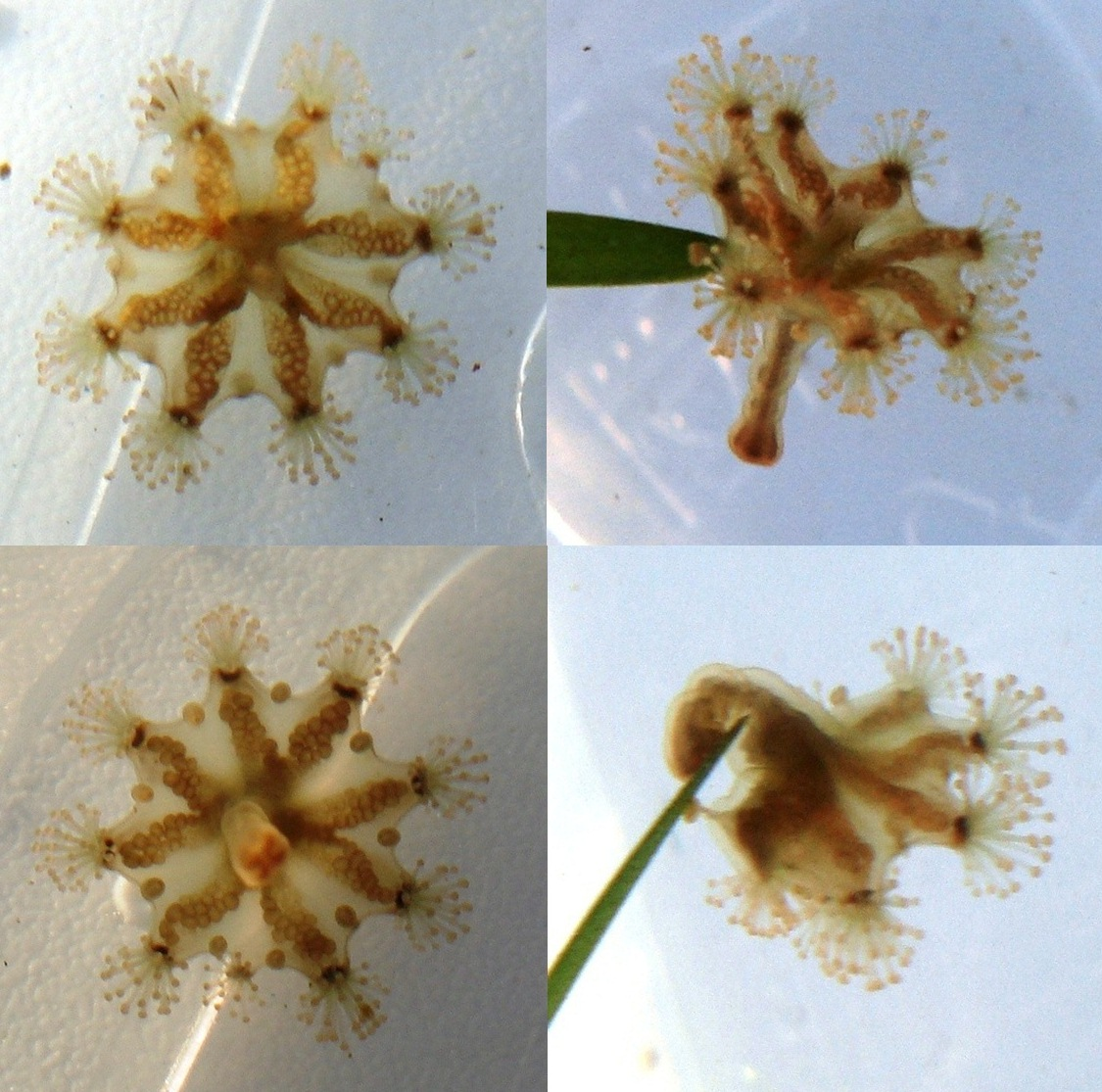